# Schismatogobius deraniyagalai
Schismatogobius deraniyagalai és una espècie de peix de la família dels gòbids i de l'ordre dels perciformes.

## Morfologia
- Els mascles poden assolir 4,5 cm de longitud total.[1][2]

## Alimentació
És insectívor.

## Hàbitat
És un peix d'aigua dolça, de clima tropical (22 °C-27 °C) i demersal que viu entre 0-1 m de fondària.

## Distribució geogràfica
Es troba a Austràlia, l'Índia, les Filipines i Sri Lanka.

## Observacions
És inofensiu per als humans.